# 7171 Arthurkraus
7171 Arthurkraus este un asteroid din centura principală de asteroizi.

## Descriere
7171 Arthurkraus este un asteroid din centura principală de asteroizi. A fost descoperit pe 13 ianuarie 1988 la Observatorul Kleť de Antonín Mrkos. Asteroidul prezintă o orbită caracterizată de o semiaxă mare de 2,33 ua, o excentricitate de 0,14 și o înclinație de 2,8° în raport cu ecliptica.